# 윤영선 (바둑 기사)
윤영선(尹暎善, 1977년 11월 22일 ~ )은 독일 출신 대한민국의 바둑 기사이다. 1990년대의 한국 바둑의 여류 국수의 한 사람이며 대한민국에서는 바둑 5단이었다. 1992년 입단해, 제1,2,3,5기 여류국수전을 우승했으며 제1기 호작배 세계여자바둑선수권전(중국개최) 우승, 제2회 정관장배 준우승 등을 하였다.

## 학력
- 세화여자중학교
- 동덕여자고등학교
- 명지대학교 바둑학 학사

## 경력
- 권갑용 바둑도장에서 수학하다.[1]
- 1992년 : 바둑 초단 입단
- 1994년 : 제1기 프로여류국수전에 참가하여 우승
- 1994년 : 제1회 EBS배 여류프로기전에 참가하여 우승
- 1994년 : 제1회 보해컵 본선 참가
- 1995년 : 제2회 보해컵 본선 참가
- 1996년 : 제3기 프로여류국수전 우승
- 1996년 : 제3회 보해컵 본선 참가
- 1997년 : 한국 프로바둑선수 2단 승단
- 1998년 : 제5기 프로여류국수전 우승
- 1998년 : 제2기 SK가스배 신예프로10걸전 본선 참가
- 1999년 : 제1회 여류명인전 참가
- 1999년 : 제6기 여류프로 국수전 본선, 제1회 흥창배 본선 참가
- 2000년 : 제2회 흥창배 본선 참가
- 2001년 : 제1기 신예연승최강전 본선 참가
- 2002년 : 제1회 호작배 우승(세계대회 첫 우승)
- 2002년 12월 : 한국 프로바둑선수 3단 승단
- 2003년 : 제5기 여류명인전 본선 참가
- 2003년 : 제9기 여류프로국수전 본선 참가
- 2003년 : 제2회 정관장배에 참가하여 준우승하다
- 2004년 : 제6기 여류명인전 본선진출
- 2004년 6월 : 한국 프로바둑선수 4단 승단, 그 해의 제3회 정관장배 세계여자바둑최강전 한국대표로 출전하였다.
- 2005년 4월 : 제10기 프로여류국수전 본선에서 조혜연 6단에게 석패, 준우승[2]
- 2005년 : 제10기 가그린배 프로여류국수전 준우승
- 2005년 : 제11기 프로여류국수전 본선 참가
- 2006년 3월 : 해외바둑보급 공로로 한국 프로바둑선수 5단으로 특별 승단하였다.
- 2006년 3월 : 스위스 취리히로 이주, 이후 스위스에 바둑을 전파하고 학생들을 가르치기 시작하였다.
- 2007년 9월 : 독일계 스위스인 라스무스 부흐만과 결혼[3]

## 저서
- Think like a Pro Haengma(실전행마)

## 가족 관계
- 배우자: 라스무스 부흐만(1981년 ~ ) - 독일계 스위스인
- 언니: 윤영심 (1976년 ~ )
- 남동생: 윤중배 (1979년 ~ )

## 같이 보기
- 이영신
- 이창호
- 조혜연
- 김영삼 (바둑 기사)